# Shindo Renmei
La Shindo Renmei (giapponese: (臣道連盟?) ) era un'organizzazione terroristica composta da immigrati giapponesi. Era attiva nello stato di San Paolo, in Brasile, negli anni '40. Rifiutando di credere alla notizia della resa del Giappone alla fine della seconda guerra mondiale, alcuni dei suoi membri più fanatici usarono la violenza contro coloro che avevano accettato la sconfitta. La Shindo Renmei ha ucciso almeno 23 persone, tutte nippo-brasiliane, e ne ha ferite altre 147.

## Contesto
I primi giapponesi emigrarono in Brasile nel 1908 con l'intenzione di accumulare ricchezze e tornare in Giappone. Si trovarono in un paese completamente diverso, con lingue, religioni, clima, cibo e costumi diversi. Di conseguenza, vissero in relativo isolamento dalla cultura che li circondava e pochi impararono il portoghese. Pertanto, gli immigrati furono generalmente visti con sospetto dalla popolazione. Negli anni '30, il Brasile aveva la più grande comunità di immigrati giapponesi al mondo.
Il regime dell'Estado Novo istituito da Getúlio Vargas, con l'obiettivo di promuovere il nazionalismo brasiliano, represse i brasiliani giapponesi, i brasiliani italiani e i brasiliani tedeschi. Il decreto 383 del 18 aprile 1938 stabiliva che agli stranieri non era permesso prendere parte ad attività politiche o parlare lingue straniere in pubblico. Inoltre, la prima lingua insegnata ai bambini doveva essere il portoghese. Anche la trasmissione radiofonica in lingue straniere era vietata. La pubblicazione editoriale in lingue straniere era consentita solo nelle edizioni bilingue.
A quel tempo, quasi il 90% degli immigrati giapponesi erano abbonati a giornali in lingua giapponese, il che indica un tasso di alfabetizzazione molto più alto rispetto alla popolazione generale dell'epoca. Il decreto 383, che rendeva obbligatorie le edizioni bilingue, in effetti imponeva a tali giornali di cessare la stampa a causa dei costi elevati che derivavano dalla stampa bilingue. Poiché un numero significativo di immigrati giapponesi non conosceva il portoghese, divenne estremamente difficile per loro ottenere informazioni dall'estero.
Quando il Brasile si schierò con gli Alleati nel 1942, tutte le comunicazioni con il Giappone furono interrotte e l'ingresso di nuovi immigrati giapponesi fu vietato. Le lettere dal Giappone non sarebbero più arrivate ai destinatari. I giapponesi-brasiliani non potevano viaggiare liberamente o vivere in alcune regioni, come le zone costiere, senza un salvacondotto da parte delle autorità. Anche i ricevitori radio sono stati confiscati, rendendo quasi impossibile per i giapponesi-brasiliani ascoltare le trasmissioni a onde corte dal Giappone. Infine anche i giornali bilingue furono vietati.

## Fondazione
La Shindo Renmei non fu l'unica, né la prima, organizzazione politica fondata da nippo-brasiliani. La maggior parte di queste organizzazioni aveva lo scopo fornire supporto alla comunità. Nessuna di queste, ad eccezione di Shindo Renmei, fu mai coinvolta in atti terroristici.
I cattolici giapponesi Keizo Ishihara, Margarida Watanabe e Massaru Takahashi, fondarono la Pia ("i pii"), un ente di beneficenza creato con l'approvazione della chiesa e del governo brasiliano per aiutare i membri più poveri della diaspora nipponica. Un ex colonnello dell'esercito giapponese, Junji Kikawa, era attivo nella Pia. Nel 1942, dopo un violento alterco tra giapponesi e brasiliani a Marília, Kikawa fondò Shindo Renmei. Distribuì opuscoli in cui esortava i contadini nippo-brasiliani a cessare la produzione di seta (usata all'epoca per fare i paracadute) e menta piperita (il mentolo era usato nella produzione di esplosivi). Poiché i direttori di Pia si opposero a questa campagna, Kikawa lasciò Pia nel 1944.
La Shindo Renmei aveva la sua sede centrale a San Paolo, con 64 sedi locali negli stati di San Paolo e Paraná. Era mantenuta da donazioni dei suoi affiliati.
Con la fine della seconda guerra mondiale, l'organizzazione si rifiutò di credere alla notizia ufficiale della sconfitta del Giappone. Credendo che non fosse altro che propaganda americana, i membri della Shindo Renmei stabilirono nuovi obiettivi: punire i disfattisti, dichiarare che il Giappone aveva vinto o stava vincendo la guerra e difendere l'onore dell'imperatore.
Agli occhi della Shindo Renmei, la comunità nippo-brasiliana era divisa in due gruppi:
- i Kachigumi, o "i vittoriosi", che credevano la guerra fosse ancora in corso, o  che il Giappone avesse vinto. Erano la maggioranza principalmente dei membri più poveri della comunità e di coloro che intendevano ancora tornare in Giappone.
- i Makegumi, o "gli sconfitti" chiamati in senso dispregiativo "cuori sporchi", che avevano accettato la notizia della sconfitta del Giappone. Di solito erano i membri più ricchi della comunità che erano più informati e meglio adattati alla società brasiliana.

Ad aggravare la confusione, un certo numero di truffatori ha prodotto falsi giornali e riviste giapponesi con notizie sulla "grande vittoria" e ha iniziato a vendere terreni nei "territori conquistati". Altri vendettero yen, la valuta giapponese, all'epoca quasi senza valore, a coloro che intendevano tornare in Giappone. Ciò ha portato molti Kachigumi alla bancarotta e in alcuni casi persino al suicidio.

## Azioni terroristiche
I membri della Shindo Renmei credevano che la notizia sulla sconfitta del Giappone fosse falsa e crearono un sistema di comunicazione per diffondere la notizia che il Giappone aveva vinto. Furono pubblicati giornali e riviste clandestine in lingua giapponese e furono create stazioni radio segrete per promuovere questa notizia.
Il gruppo ha anche scritto elenchi con i nomi dei makegumi che sarebbero dovuti morire per aver tradito l'imperatore.
Kamegoro Ogasawara, proprietario di una lavanderia a San Paolo, coordinò le azioni punitive. Molte proprietà giapponesi fungevano da nascondigli per gli assassini dopo le loro azioni.
Gli assassini di Shindo Renmei, o tokkotai, erano tutti giovani. Inviavano lettere ai loro obiettivi prima di un omicidio, esortandoli a commettere seppuku - il suicidio rituale con la spada - in modo che potessero "riconquistare il loro onore perduto". Le lettere iniziavano dicendo: "Hai un cuore sporco, quindi devi lavarti la gola".
Nessuno di coloro che ricevettero tale lettera eseguì la richiesta. Pertanto, furono tutti uccisi con armi da fuoco o katane. Dal 1946 all'inizio del 1947, la Shindo Renmei uccise 23 persone e ne ferì 147, secondo i dati ufficiali. Gli assassini si arresero spesso alla polizia subito dopo i loro crimini, spiegando che non avevano nulla contro il Brasile o la sua gente, e che non erano criminali comuni, perché uccidevano solo come parte del loro dovere.

## Repressione e fine
I racconti degli omicidi, soprattutto con katane, diffusero la paura tra i giapponesi-brasiliani. La popolazione brasiliana generale non fu colpita direttamente, tuttavia, si creò l'idea che tutti i Giapponesi fossero fanatici nazionalisti.
I casi di violenza contro gli immigrati giapponesi, appartenenti o meno alla Shindo Renmei, si verificarono principalmente nelle città di campagna dove c'erano grandi comunità, come nella regione di Tupã. Dopo due attacchi della Shindo Renmei e l'omicidio di un camionista brasiliano da parte di un camionista giapponese il 31 luglio 1946, una folla enorme a Osvaldo Cruz si ribellò, pronta a linciare qualsiasi giapponese trovasse. La rivolta fu contenuta solo con l'arrivo delle truppe dell'esercito.
L'esercito e il Departamento Estadual de Ordem Política e Social (DEOPS - Dipartimento statale dell'ordine politico e sociale) indagarono sulla questione negli stati di San Paolo e Paraná. Secondo la polizia di San Paolo, 31.380 giapponesi-brasiliani erano sospettati di avere legami con l'organizzazione. Alla fine, i leader della Shindo Renmei e la maggior parte dei tokkotai furono arrestati.
Circa 155 immigrati giapponesi dovevano essere banditi dal Brasile nel 1946, ma ciò non accadde mai e i reati caddero in proscrizione. Solo 14 tokkotai sono stati condannati per omicidio.
Dopo molti decenni, la Shindo Renmei è ancora un tabù tra gli immigrati nippo-brasiliani.

## Nella cultura popolare
- Dirty Hearts è un film brasiliano del 2011 sulla Shindo Renmei